# Sygnał foniczny
Sygnał foniczny, sygnał audio (od łac. audio, słyszę) – sygnał reprezentujący informacje fali akustycznej w postaci analogowej lub cyfrowej w zakresie słyszalnym przez człowieka (dźwięki). 
Najczęstszą reprezentacją analogową sygnału fonicznego jest zmienne napięcie elektryczne lub natężenie prądu elektrycznego, reprezentacja może mieć również postać mechaniczną np. kształt rowka na płycie gramofonowej, magnetyczną (ułożenie domen na taśmie magnetycznej) lub optyczną (ścieżka optyczna na taśmie filmowej). Sygnał foniczny może być odpowiednio ukształtowaną falą elektromagnetyczną.
Cyfrowy sygnał foniczny to ciąg wartości liczbowych zapisanych w pamięci maszyny cyfrowej lub na nośniku danych w postaci pliku dźwiękowego, który reprezentuje spróbkowany i skwantowany dźwięk.